# ستاره

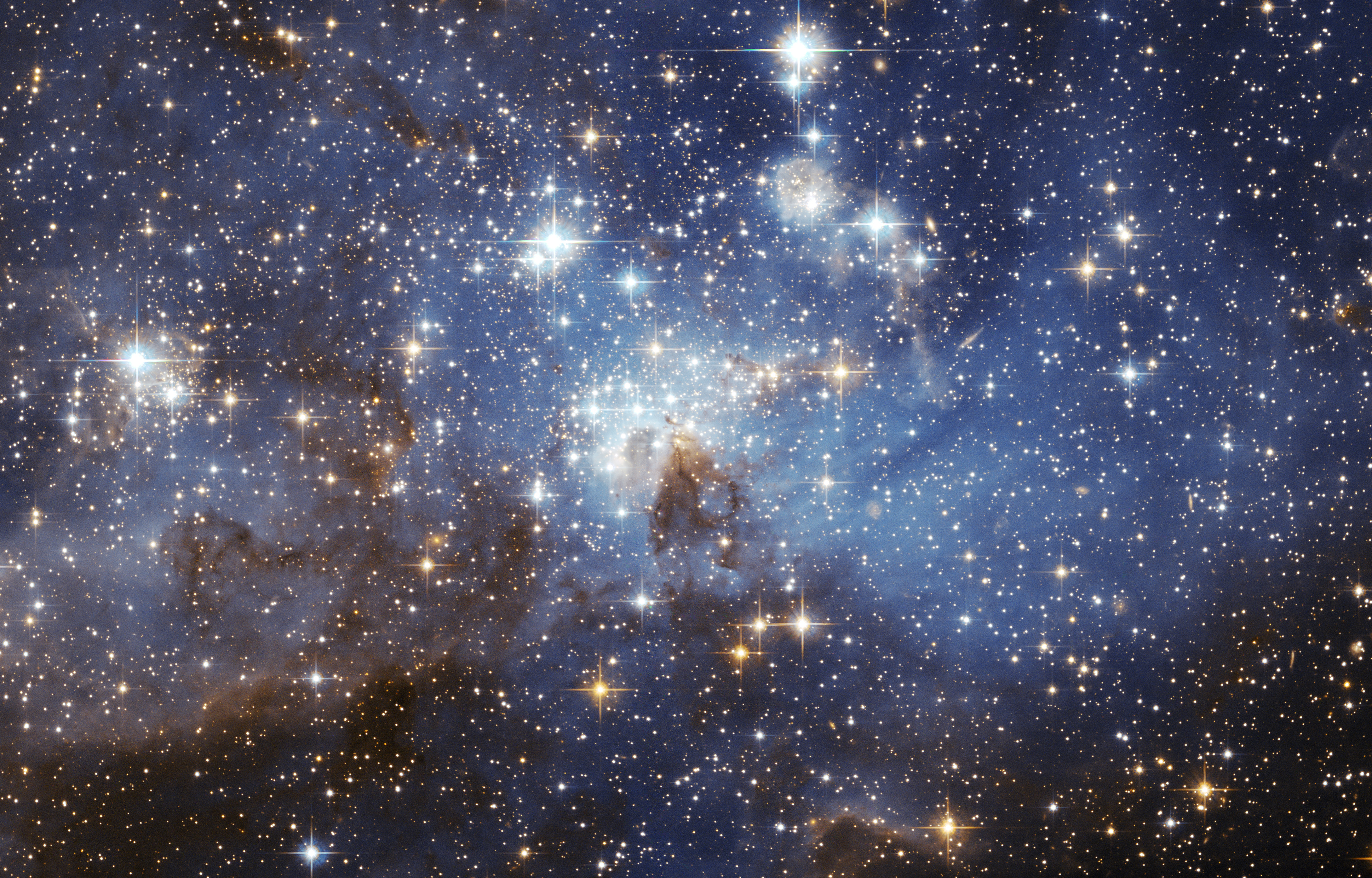
یک ناحیه تولید ستارگان در ابر ماژلانی بزرگ، تصویر از اسا و ناسا

سِتاره یا اَختَر یک شیء آسمانی درخشان و گوی‌وار است که از پلاسما تشکیل شده و انسجام خود را توسط نیروی گرانش خود حفظ می‌کند. نزدیک‌ترین ستاره به زمین خورشید و پس از آن پروکسیما قنطورس است. ستارگانِ قابل دیدن در شب از روی زمین، به‌دلیل فاصلهٔ بسیار دورشان، به شکل نقاطی ثابت، روشن و گاهی چشمک‌زن دیده می‌شوند. در طول تاریخ، گروه‌های ستاره‌های برجسته‌تر، به‌نام صورت‌ها و صورت‌واره‌های فلکی، گروه‌بندی شده و روشن‌ترین ستارگان نیز نام‌گذاری شده‌اند.
کاتالوگ‌هایی از ستارگان توسط اخترشناسان گردآوری شده است که ستارگان شناخته‌شده را مشخص می‌کند و نام‌های استانداردی برای ستارگان پیشنهاد می‌کنند. بیشتر ستارگان جهان از جمله تمامی ستارگان خارج از کهکشان راه شیری با چشم غیرمسلح از روی زمین قابل دیده شدن نیستند. در حقیقت بیشتر آن‌ها حتی از دید قوی‌ترین تلسکوپ‌ها نیز پنهان می‌مانند. 

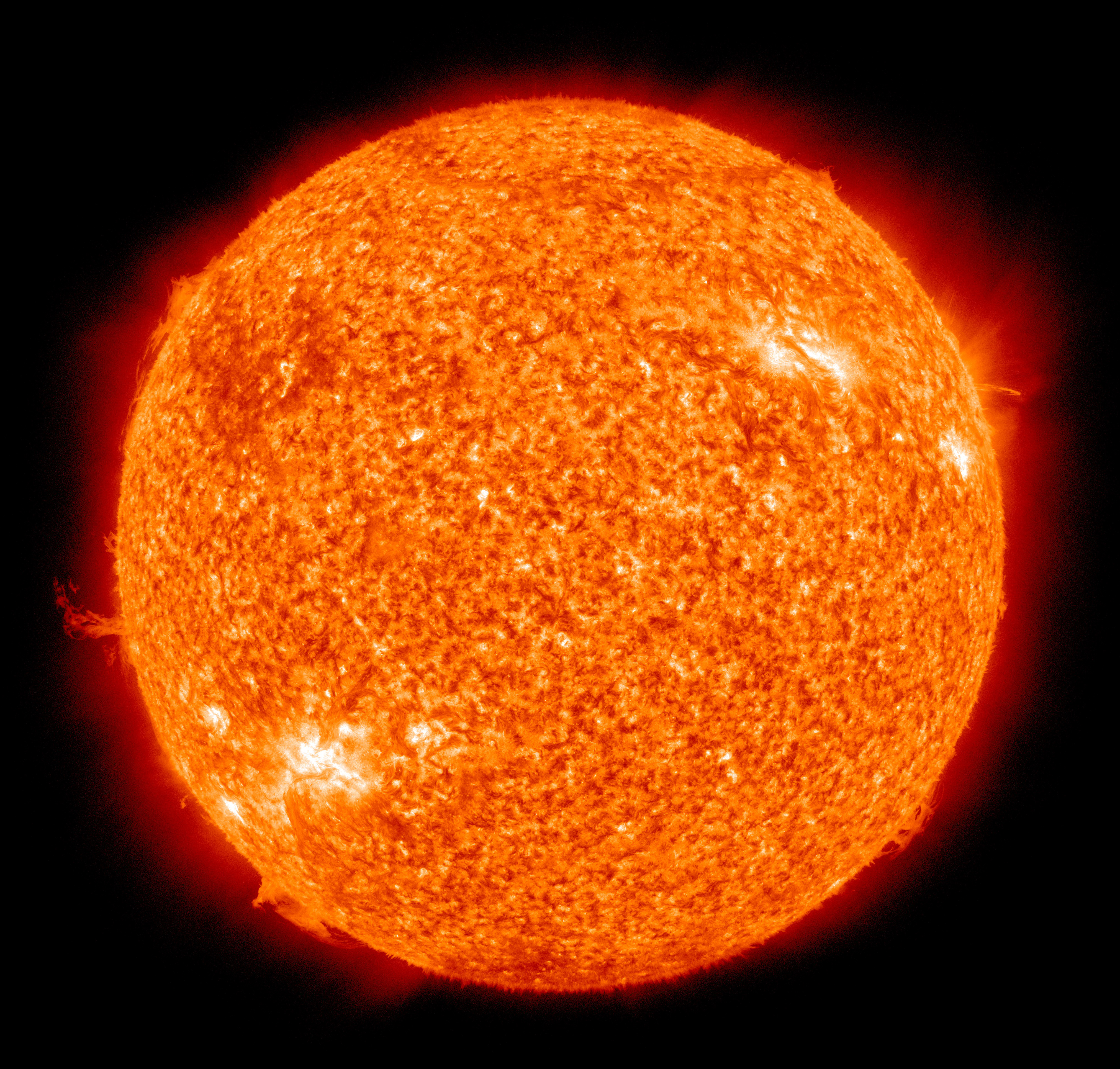
تصویربرداری رنگ کاذب از خورشید، یک ستاره نوع جی رشته اصلی و نزدیک‌ترین ستاره به زمین است.

یک ستاره حداقل در بخشی از عمر خود، به‌دلیل همجوشی هسته‌ای هیدروژن به هلیم در مرکز آن، می‌درخشد. انرژی ایجاد شده از بخش درونی ستاره می‌گذرد و به فضای بیرونی اطراف تابیده می‌شود. وقتی ذخیرهٔ هیدروژن در هستهٔ یک ستاره رو به اتمام می‌رود، تقریباً تمام عناصر طبیعی سنگین‌تر از هلیم از طریق هسته‌زایی، یا در برخی از ستارگان از طریق هسته‌زایی ابرنواختری در هنگام انفجار آن‌ها پدید می‌آیند. ستاره در اواخر عمر خود ممکن است شامل ماده تباهیده نیز باشد. اخترشناسان با بررسی حرکت ستاره‌ها در فضا، درخشندگی آن‌ها و طیف‌سنجی نجومی می‌توانند جرم، سن، فلزینگی (ترکیب شیمیایی ستاره) و سایر ویژگی‌های ستاره‌ها را به‌دست‌آورند. جرم کلی یک ستاره تعیین‌کنندهٔ مراحل تکامل و سرنوشت نهایی آن است. سایر مشخصات یک ستاره مانند قطر و دما در طول عمر ستاره متغیر هستند. با استفاده از نموداری به‌نام نمودار هرتسپرونگ-راسل دمای بسیاری از ستارگان، نسبت به روشنایی آن‌ها مشخص می‌شود که از طریق آن می‌توان وضعیت تکامل و سن ستاره را تعیین نمود.
عمر یک ستاره از رمبش گرانشی یک سحابی گازی آغاز می‌شود که عمدتاً شامل هیدروژن به همراه هلیم و کمی از عناصر دیگر است. وقتی که چگالی هسته ستاره به اندازه کافی می‌رسد، هیدروژن در فرایندی پایدار توسط همجوشی هسته‌ای به هلیم تبدیل شده و انرژی فراوانی آزاد می‌شود. سایر قسمت‌های داخلی ستاره این انرژی را از طریق فرایندهای تابش و همرفت به بیرون انتقال می‌دهند. فشار داخلی ستاره از فروریختن آن براثر نیروی گرانشی خودش جلوگیری می‌کند. وقتی که سوخت هیدروژن ستاره به پایان می‌رسد، اگر جرم ستاره حداقل ۰٫۴ بار از خورشید بزرگ‌تر باشد، منبسط شده و تبدیل به غول سرخ می‌گردد. پس از آن ستاره به مرحلهٔ تباهیدگی رسیده و بخشی از جرم خود را در فضا دفع می‌کند که بعدها در تشکیل ستارگان نسل جدیدتر با عناصر سنگین‌تر به‌کار می‌رود و هستهٔ ستاره هم به بقایای ستاره‌ای تبدیل می‌شود که ممکن است کوتوله سفید، ستاره نوترونی یا در صورت کافی بودن جرم سیاه‌چاله باشد.
ستاره دوگانه یا چندگانه شامل دو یا چند ستاره کوچک می‌شود که در میدان گرانش یکدیگر اسیر هستند و معمولاً در مدارهای پایداری به دور یکدیگر می‌گردند. وقتی دو ستاره خیلی به هم نزدیک باشند، برهمکنش گرانشی میان آن‌ها بر تکامل آن‌ها تأثیر می‌گذارد. ستارگان می‌توانند بخشی از ساختارهای بزرگ مثل خوشه‌های ستاره‌ای یا کهکشانها باشند.
برخی ستارگان درخشان‌تر و برخی کم‌نورتر هستند، برخی آبی به‌نظر می‌رسند، برخی سفید، و برخی هم زرد کمرنگ یا سرخ به‌نظر می‌آیند. خورشید مانند دیگر ستاره‌های کیهان، کره‌ای عظیم و روشن و داغ است و از گازهایی سوزان تشکیل شده که به واسطهٔ جاذبهٔ درونی آن در کنار هم نگاه داشته شده‌اند. خورشید به‌همراه ۴۰۰ میلیارد ستارهٔ دیگر در کهکشان راه شیری واقع است.
اصل حاکم بر ستاره‌ها یکسان است: ستاره‌ها با همجوشی اتم‌ها در هستهٔ خود، تولید نور و گرما می‌کنند. این راز زندگی ستارگان است.
زمانیکه به آسمان شب نگاه می‌کنید اجرام مختلفی را می‌بینید. برای مثال ممکن است ماه را ببینید. گاهی ممکن است نقاط روشنی را ببینید که مانند ستاره‌ها چشمک نمی‌زنند. این نقاط روشن سیارات هستند. اگر تلسکوپ یا دوربین دو چشمی داشته باشید می‌توانید برخی قمرهای سیارات را هم اطراف آنها ببینید و از حملهٔ آنها چهار قمر روشن‌تر سیارهٔ مشتری را هم احتمالاً بتوانید ببینید.
اما در اغلب شب‌های تاریک و صاف تنها ستارگان را می‌بینید. ستارگان نقاط روشن و نورانی هستند که چشمک می‌زنند. هزاران ستاره در دایرهٔ دید ما قرار دارند و هرچقدر آسمان تاریک تر باشد تعداد بیشتری ستاره خواهید دید. میلیونها ستاره هم هستند که خارج از حوزهٔ دید ما هستند. تمام ستارگان بجز خورشید بسیار از ما دورند و خارج از منظومهٔ شمسی ما قرار دارند. نزدیکترین ستاره که پروکسیما-قنطورس است ۴٫۲ سال نوری از ما فاصله دارد.
ستاره ای که هیدورژنش را مصرف می‌کند تا هلیوم تولید کند را ستارهٔ رشتهٔ اصلی می‌نامند. وقتی تمام هیدروژن ستاره در نتیجهٔ تبدیل به هلیوم مصرف شد هسته (به دلیل ناکافی بودن فشار بیرونی تشعشعات جهت برقراری توازن با نیروی جاذبه) منقبض می‌شود. در این حالت دمای هسته به دلیل فشرده شدن افزایش یافته و هلیوم با همجوشی به کربن تبدیل می‌شود. در این حالت ستاره به شکل غول سرخ در می‌آید.
ستاره‌های پر جرم منفجر شده و ابرنواختر را می‌سازند. به این ترتیب مواد سازندهٔ ستاره به فضا پراکنده می‌گردند. آشناترین مثال در مورد سحابی‌ها سحابی خرچنگ در صورت فلکی ثور است. هستهٔ ستارهٔ اصلی در زمان تبدیل ستاره به ابرنواختر یا ستارهٔ نوترونی می‌شود یا به شکل چالهٔ سیاه در می‌آید.

## تاریخچهٔ مشاهدات

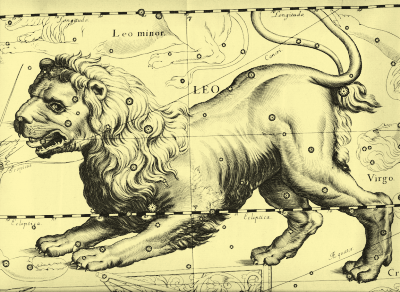
مردم از دوران باستان الگوهایی در ستارگان می‌دیدند. این تصویر مربوط به سال ۱۶۹۰ از صورت فلکی شیر است که توسط یوهانس هولیوس کشیده شده است.

از نظر تاریخی ستارگان برای تمدن‌های مختلف در سراسر تاریخ اهمیت داشته‌اند. گاهی ستارگان بخشی از آیین‌های مذهبی بوده‌اند و برای ناوبری فلکی و جهت‌یابی از آن‌ها استفاده می‌شده است. بسیاری از ستاره‌شناسان باستان بر این باور بودند که ستارگان به‌طور دائمی به کره آسمانی دوخته شده‌اند و هرگز تغییر نمی‌کنند. ستاره‌شناسان بر مبنای قراردادهایی ستارگان را در قالب صور فلکی دسته‌بندی می‌کردند و از آن‌ها برای ردیابی مسیر حرکت سیارات و موقعیت خورشید استفاده می‌کردند. از حرکت خورشید نسبت به ستارگان پس‌زمینه و افق در ساختن گاه‌شمار استفاده شد که در قاعده‌مند کردن فعالیت‌های کشاورزی به‌کار می‌رفت. گاه‌شمار میلادی که امروزه در بسیاری از نقاط دنیا مورد استفاده قرار می‌گیرد، یک گاه‌شمار خورشیدی بر اساس زاویهٔ محور چرخشی زمین نسبت به ستارهٔ محلی‌اش خورشید است.
قدیمی‌ترین نقشه آسمان که تاریخ دقیقی دارد، حاصل تلاش‌های اخترشناسی مصر باستان در سال ۱۵۴۸ پیش از میلاد است. قدیمی‌ترین کاتالوگ ستارگان کشف شده توسط اخترشناسان بابلی بین‌النهرین در اواخر هزارهٔ دوم پیش از میلاد در دوره کاسی‌ها گردآوری شده است (۱۵۳۱–۱۱۵۵ پیش از میلاد).

## نام‌گذاری
بر اساس سنت باستانی ستارگان هر کدام در یک صورت فلکی که مجموعه‌ای بصری از ستارگان است قرار می‌گیرند و ستارگان پرنورتر یا ویژه، نام یا عنوان خاصی داشتند که گاه نسبت آن‌ها را با صورت فلکی‌شان معین می‌کند (مانند ستارهٔ قلب‌العقرب در صورت فلکی عقرب).
در سال ۱۶۰۳ میلادی ستاره‌شناس آلمانی یوهان بایر ۱۶ نقشهٔ صورت‌های فلکی را ترسیم کرد و به هریک از ستارگان یکی از حروف الفبای یونانی را اختصاص داد، به این ترتیب که نخستین حرف الفبا ویژه روشن‌ترین ستاره آن صورت باشد و به همین ترتیب از حرفی به حرف دیگر برسد و اگر شمارهٔ ستارگان صورتی از عدد ۲۴ شمارهٔ حروف الفبای یونانی تجاوز کرده، باقی ستارگان را با حروف الفبای لاتینی نمایانده است.
پس از آن‌که با اکتشاف دوربین‌های بزرگ شمارهٔ ستارگان هر صورت فلکی رو به فزونی گذاشته، اخترشناسان از نشانه‌های دیگری، ازجمله اعداد، برای شناساندن بازماندهٔ ستارگان هر صورت استفاده کردند.
نخستین کسی که چنین کرد ستاره‌شناس انگلیسی جان فلمستید بود. وی در جدول مشهور ستارگان خویش که چاپ آن در ۱۷۲۵ م پایان پذیرفت، نزدیک به سه هزار ستاره را با تعیین طول و عرض آن‌ها آورده است. امروزه هر زمان از جدول او انتخابی شود، ستاره مورد نظر را با عدد آن جدول می‌نمایند و پیش از آن حرف Fl را که اشاره به نام فلمستید است قرار می‌دهند.

## درخشندگی
| ترتیب روشنایی | ستاره       | قدر ظاهری | درجه قدر |
| ------------- | ----------- | --------- | -------- |
| ۱             | شباهنگ      | ۱٫۴۵-     | I        |
| ۲             | سهیل        | ۰٫۶۵-     | I        |
| ۳             | کرکس نشسته  | ۰٫۰۰      | I        |
| ۴             | عیوق        | ۰٫۰۵      | I        |
| ۵             | آلفا قنطورس | ۰٫۱۰      | I        |
| ۶             | نگهبان شمال | ۰٫۱۵      | I        |
| ۷             | رجل الجبار  | ۰٫۱۵      | I        |
| ۸             | شعرای شامی  | ۰٫۴۰      | I        |
| ۹             | ابط الجوزا  | ۰٫۴۵      | I        |
| ۱۰            | آخرالنهر    | ۰٫۴۵      | I        |
| ۱۱            | بتا قنطورس  | ۰٫۵۵      | I        |
| ۱۲            | کرکس پرنده  | ۰٫۷۵      | I        |
| ۱۳            | بزبان       | ۰٫۸۵      | I        |
| ۱۴            | قلب العقرب  | ۱٫۰۵      | I        |
| ۱۵            | بتا جوزا    | ۱٫۱۵      | I        |
| ۱۶            | فم الحوت    | ۱٫۱۵      | I        |
| ۱۷            | ذنب         | ۱٫۲۵      | I        |
| ۱۸            | آلفا صلیب   | ۱٫۲۵      | I        |
| ۱۹            | بتا صلیب    | ۱٫۲۵      | I        |
| ۲۰            | قلب الاسد   | ۱٫۳۵      | I        |

از زمان باستان ستارگان بر اساس درخشندگی ظاهری تقسیم می‌شده‌اند. چشم ظاهری حدود ۶۰۰۰ ستاره را می‌تواند مشاهده کند. از نظر روشنایی [قدر] ظاهری رتبه‌بندی [قدر] ستارگان چنین است:
- قدر اول: ۲۰ ستاره روشنتر
- قدر دوم: حدود ۵۰ ستاره
- قدر سوم: حدود ۲۰۰ ستاره معرفی شده‌اند
- قدر چهارم: تنها حدود ۴۷۰ ستاره به‌طور ویژه معرفی شده‌اند
- قدر پنجم: تنها حدود ۲۲۰ ستاره به‌طور ویژه معرفی شده‌اند
- قدر ششم: تنها حدود ۵۰ ستاره به‌طور ویژه معرفی شده‌اند

## اندازه‌گیری
به علت بزرگ بودن ستارگان بیان ابعاد آن‌ها در واحدهای اس‌آی کار دشواری است و به همین دلیل اندازه دیگر ستارگان را بر اساس اندازه خورشید بیان می‌کنند:
| جرم خورشید:      | {\displaystyle {\begin{smallmatrix}M_{\odot }=1.9891\times 10^{30}\end{smallmatrix}}} کیلوگرم[۱۲] |
| درخشندگی خورشید: | {\displaystyle {\begin{smallmatrix}L_{\odot }=3.827\times 10^{26}\end{smallmatrix}}} وات[۱۲]      |
| شعاع خورشید:     | {\displaystyle {\begin{smallmatrix}R_{\odot }=6.960\times 10^{8}\end{smallmatrix}}} متر[۱۳]       |

## انرژی
انرژی ستارگان ناشی از واکنش‌های هسته‌ای است. ماده اصلی تشکیل‌دهندهٔ ستارگان رشته اصلی، هیدروژن است. هیدروژن موجود در ستارگان طی فرایند همجوشی هسته‌ای به هلیوم تبدیل می‌شود و در حین این واکنش گرما و نور بسیار زیادی تابش می‌یابد.

## سرگذشت

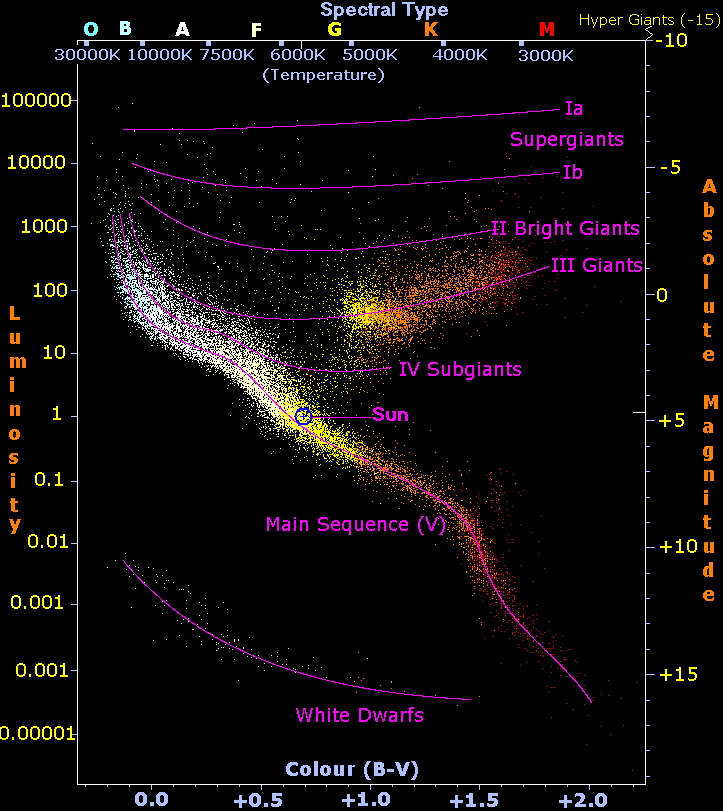
نمودار هرتسپرونگ-راسل

به‌طور کلی چرخهٔ تبدیل مواد بینِ‌ستاره‌ای به ستاره‌ها که در نتیجهٔ این چرخه واکنش‌های هسته‌ای با عناصر سنگین غنی می‌شود و سپس به‌صورت باد ستاره‌ای یا سحابی سیاره‌ای یا اَبَرنواختر به فضای میان‌ستاره‌ای بازمی‌گردد را اخترش astration می‌گویند.

### زایش
تولد ستارگان در ناحیه‌هایی از فضا که نام سحابی دارند صورت می‌گیرد بدین صورت که ملکول‌های هیدروژن که در ناحیه‌های بزرگی از فضا پراکنده هستند آرام آرام به هم نزدیک می‌شوند و زمانی که ستاره به تعادل هیدرودینامیکی برسد پیش‌ستاره و زمانی که بتواند همجوشی هسته‌ای انجام دهد تا انرژی خود را آزاد کند یک ستارهٔ رشته اصلی به‌شمار می‌آید. حداقل جرم ستاره برای سوزاندن هیدروژن ۰٫۱ جرم خورشید، سوزاندن هلیوم ۰٫۴ جرم خورشید، سوزاندن کربن ۵ برابر جرم خورشید و سوزاندن نئون نیاز به جرمی برابر ۸ جرم خورشید دارد.

### عمر
هر ستاره دارای دوره عمر می‌باشد که بسته به نوع ستاره متفاوت است. ستارگان حجیم با نور بیشتر و حرارت زیاد عمر کوتاهتری نسبت به ستارگان کم نور و کوچک دارند. پایان عمر هر ستاره بستگی به میزان ذخیره هیدروژن در آن دارد. زمانی که هیدروژن درون ستاره‌ای پایان یابد هلیوم تبدیل به سوخت اصلی می‌شود و می‌سوزد. سوختن هلیوم سبب ایجاد گرمای بسیار زیادی می‌شود که تا آن زمان در ستاره پیش نیامده بوده است (این مراحل تا سوزاندن سیلیسیم پیش می‌رود زیرا تولید آهن که از همجوشی سیلیسیم به وجود می‌آید فرایندی گرماگیر و نه گرماده است) این گرمای زیاد سبب انبساط ستاره می‌شود و حجم آن را چند برابر می‌کند؛ مثلاً اگر زمانی خورشید شروع به سوزاندن هلیوم کند آنقدر انبساط می‌یابد که زمین در حجم زیاد آن محو می‌شود. این انبساط تا سر حد مریخ ادامه پیدا کرده و سپس متوقف می‌شود. مرحلهٔ بعدی بستگی به نوع ستاره دارد. ستارگان عظیم پس از این مرحله آنقدر انبساط یافته‌اند که دیگر نمی‌تواند جاذبه‌ای روی سطوح بیرونی خود داشته باشند. پس از آن این ستارگان منفجر شده و تبدیل به نواختر می‌گردند. هرچه ستاره بزرگ‌تر باشد میزان نواختر بزرگ‌تر خواهد بود. غول‌ها تبدیل به ابرنواختر می‌گردند. پس از آن این ستاره‌ها بسته به نوع نواختر ادامه عمر می‌دهند. نواخترهای معمولی تبدیل به کوتوله شده و عمری طولانی را آغاز می‌کنند. اما ابرنواخترها در خود فرو می‌ریزند و بسته به جرم هسته آن‌ها ستارگان بسیار کوچکی و چگالی به نام ستارگان نوترونی به‌وجود می‌آورند. این ستارگان عمر طولانی دیگری در پیش خواهند داشت. بعد از آن کوتوله‌ها یا کوتوله‌های سفید تبدیل به کوتوله سیاه شده و تا آخر جهان زندگی خواهند کرد. اگر جرم آن بسیار زیادتر از این موارد باشد تبدیل به سیاهچاله می‌شود.
| نوع سوخت | دمای سطح (میلیون کلوین) | چگالی (kg/cm۳) | مدت زمان سوزاندن (سال) |
| -------- | ----------------------- | -------------- | ---------------------- |
| هیدروژن  | ۳۷                      | ۰٫۰۰۴۵         | ۸٫۱ میلیون             |
| هلیوم    | ۱۸۸                     | ۰٫۹۷           | ۱٫۲ میلیون             |
| کربن     | ۸۷۰                     | ۱۷۰            | ۹۷۶                    |
| نئون     | ۱٬۵۷۰                   | ۳٬۱۰۰          | ۰٫۶                    |
| اکسیژن   | ۱٬۹۸۰                   | ۵٬۵۵۰          | ۱٫۲۵                   |
| S/Si     | ۳٬۳۴۰                   | ۳۳٬۴۰۰         | ۰٫۰۳۱۵                 |

## ستارهٔ متغیر

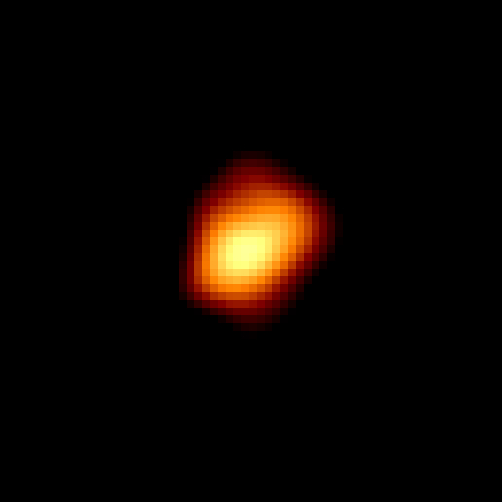
این تصویر توسط تلسکوپ فضایی هابل شکل نامتقارن ستاره غول قرمز میرا را نشان می‌دهد. این ممکن است به دلیل چرخه‌های انبساط-انقباض یا ویژگی‌های سطحی حل نشده باشد.

تعادل ستاره زمانی بدست می‌آید که دو نیروی همجوشی (رو به بیرون) و گرانش (رو به درون) با هم برابر باشند اما هنگامی که یک ستاره به اواخر عمر خود می‌رسد و همجوشی آن دچار تغییراتی می‌شود روندی پیش می‌آید که گاهی همجوشی نیروی بیشتری وارد می‌کند و ستاره بزرگ و پرنور می‌شود و گاهی گرانش غلبه کرده و ستاره کوچک و کم‌نور می‌شود به این ستارگان ستارگان متغیر می‌گویند که آن‌ها دارای انواع زیادی هستند مانند متغیر دلتا قیفاووسی، متغیر دلتا سپری، متغیر آرآر شلیاقی، متغیر متغیر میرا و متغیر نامنظم

## رده‌بندی ستارگان
| کلاس | دما               | ستاره نمونه     |
| ---- | ----------------- | --------------- |
| O    | ۳۳٬۰۰۰ K یا بیشتر | زتا مارافسای    |
| B    | ۱۰٬۵۰۰–۳۰٬۰۰۰ K   | پای شکارچی      |
| A    | ۷٬۵۰۰–۱۰٬۰۰۰ K    | کرکس پرنده      |
| F    | ۶٬۰۰۰–۷٬۲۰۰ K     | شعرای شامی      |
| G    | ۵٬۵۰۰–۶٬۰۰۰ K     | خورشید          |
| K    | ۴٬۰۰۰–۵٬۲۵۰ K     | اپسیلون هندی    |
| M    | ۲٬۶۰۰–۳٬۸۵۰ K     | پروکسیما قنطورس |

ستارگان بر اساس رنگ (که ناشی از دمای سطحی است) به دسته‌های O, B, A, F, G, K, M تقسیم می‌شوند.

## تجمع ستارگان
به گروهی از ستارگان که با نیروی گرانش به هم پیوستگی داشته باشند خوشه ستاره‌ای می‌گویند که در دو دستهٔ خوشه ستاره‌ای باز و خوشه ستاره‌ای کروی تقسیم می‌شوند. خوشه‌های ستاره‌ای کروی در مرکز کهکشان‌ها یافت می‌شوند و معمولاً عمر بسیار بیشتری دارند. اما اگر فقط دو ستاره در کنار هم باشند به آن ستاره دوتایی گفته می‌شود.

## نظر پیشینیان
ابن سینا ستاره را چنین تعریف می‌کند: جسمی است بسیط، کروی که جایگاه طبیعی آن در فلک است. روشنی می‌بخشد و قابل کون و فساد نیست. بر فراز مرکز، بی‌آنکه بر آن احاطه داشته باشد در حرکت است.

## ستاره‌ها و سوخت جریان در مرکز کهکشان راه شیری
یک جریان خروجی بسیار بزرگ از ذرات شارژ شده که به شکل یک آبفشان است، در مرکز کهکشان راه شیری کشف گردید. این جریان خروجی به کشیدگی و درازای ۵۰٬۰۰۰ سال نوری از صفحه کهکشانی است. محققین بر این باورند که سوخت و انرژِی این جریان شدید ذرات، از شکل‌گیری ستاره‌ها تأمین می‌شود.

## چشمک ستاره

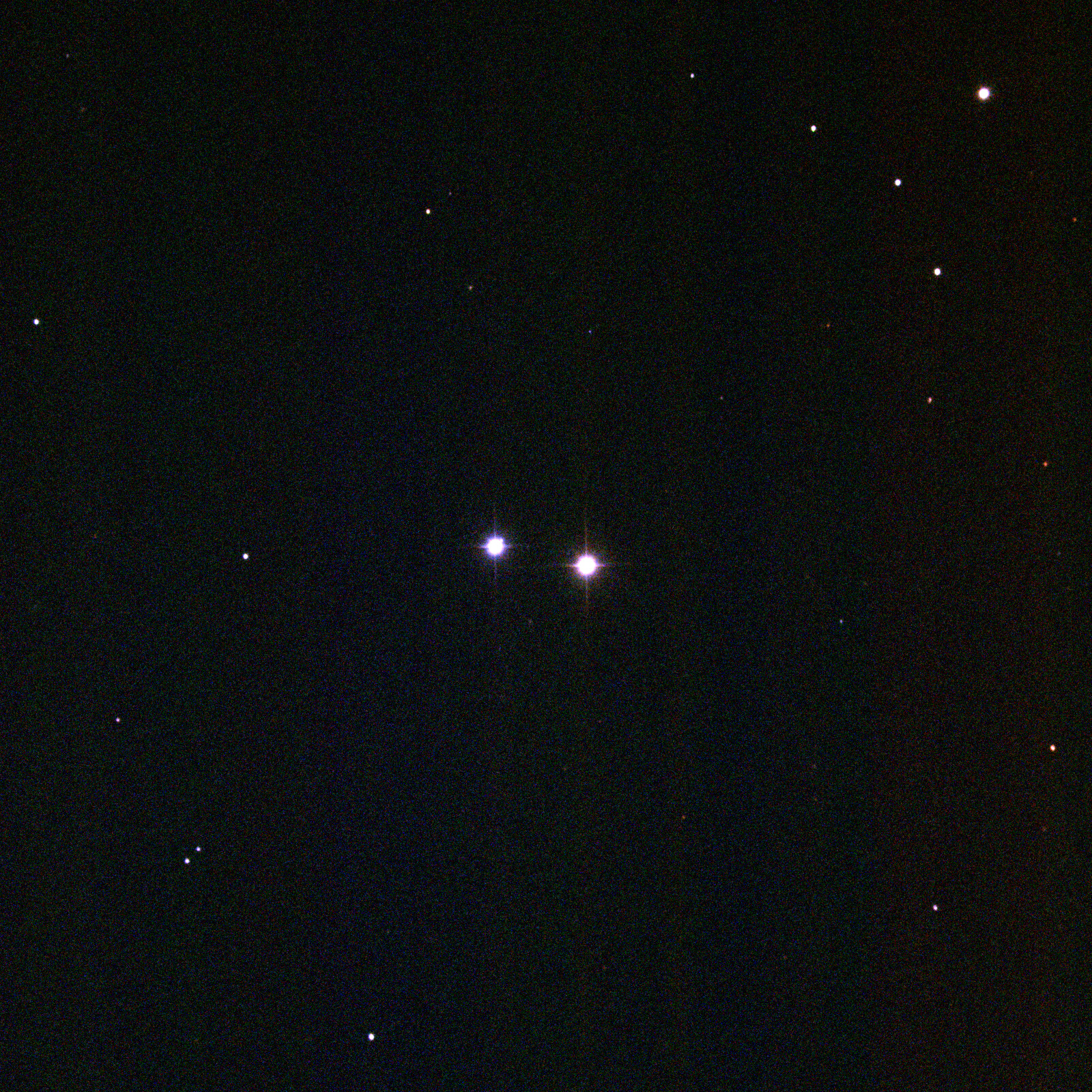

به غیر از خورشید دیگر ستارگانی که در آسمان می‌بینیم، در فاصله بسیار دوری از ما قرار گرفته‌اند، به طوری که حتی از پشت تلسکوپ تنها به شکل نقطه ای نورانی به نظر می‌رسند، زمانی که به یک ستاره نگاه می‌کنیم، آشفتگی‌های موجود در جو زمین باعث می‌شود نوری که از آن ستاره به چشم ما می‌رسد در جهات مختلف دچار شکست شود. در نتیجه ستاره از نظر ما چشمک می‌زند.
ستاره‌های دوتایی ممکن است نامرئی باشند. در برخی حالات، ستاره دو سامانه ستارگان دو تایی کوتوله قهوه ای کم نور یا ستاره ای نوترون است که شناسایی آن تنها از طریق اثرات گرانشی که روی ستاره همدم خود می‌گذارد، امکان‌پذیر است.

## نگارخانه

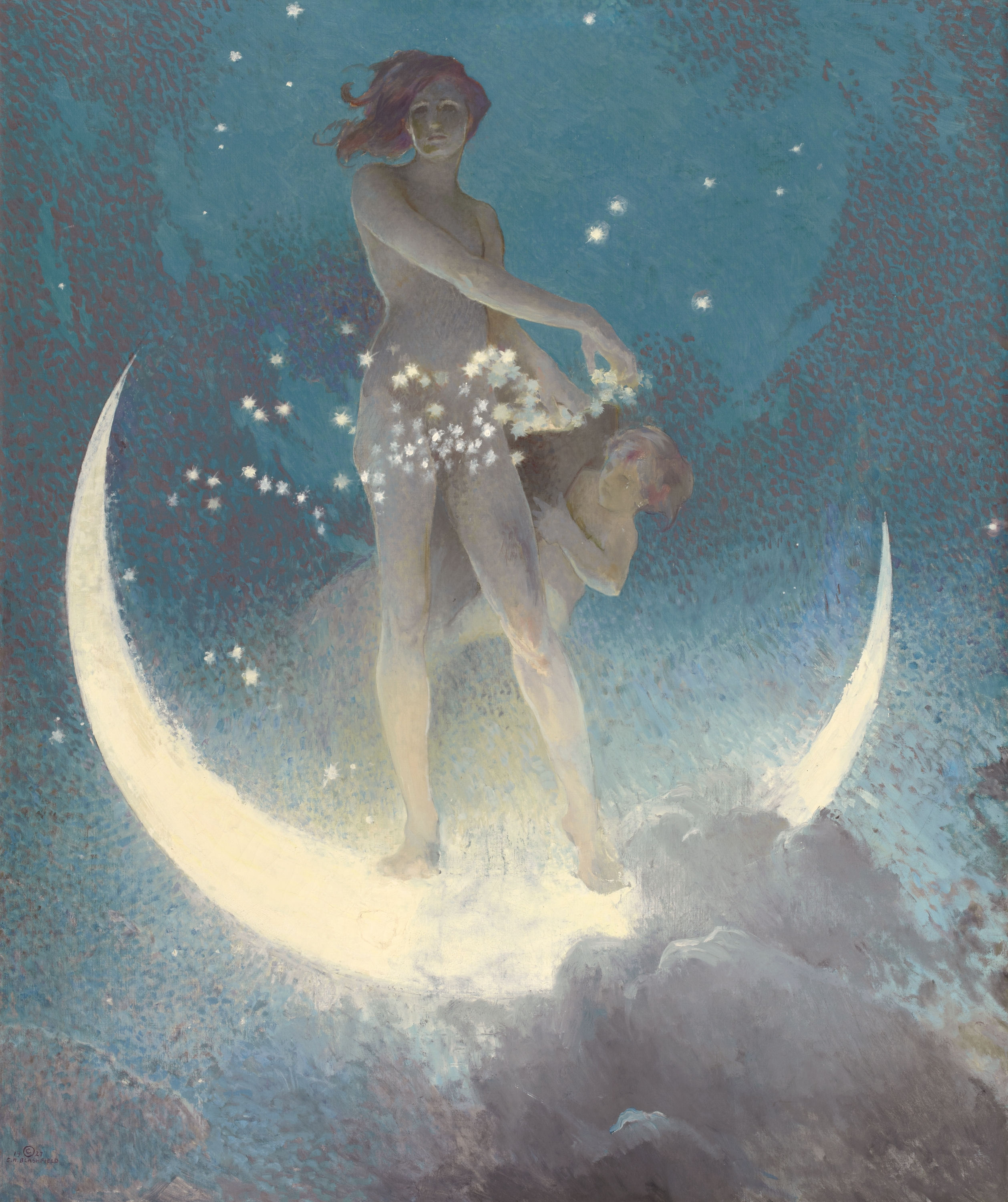
بهار در حال پاشیدن ستاره‌ها اثر ادوین بلاشفیلد
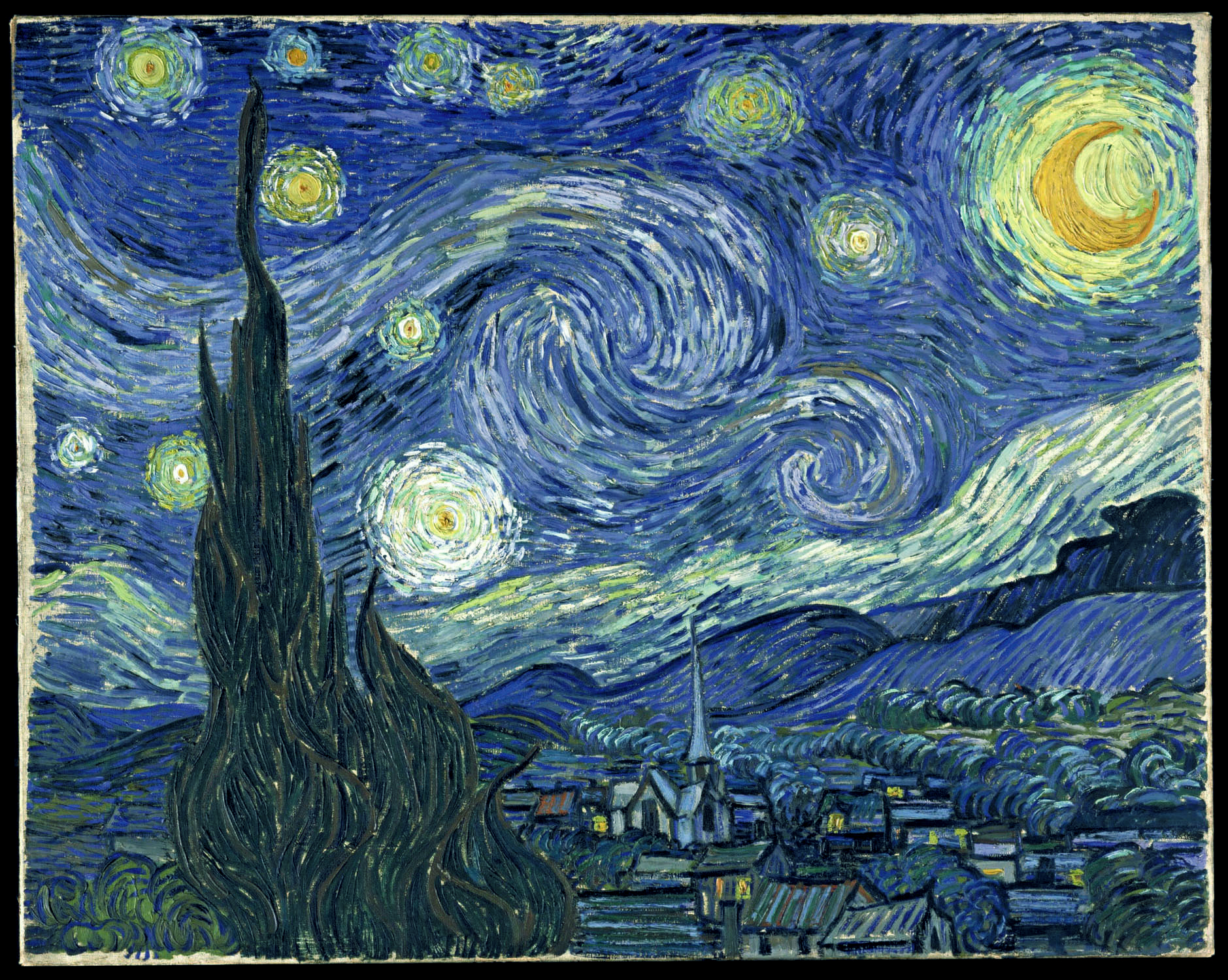
شب پرستاره اثر وینسنت ون گوگ
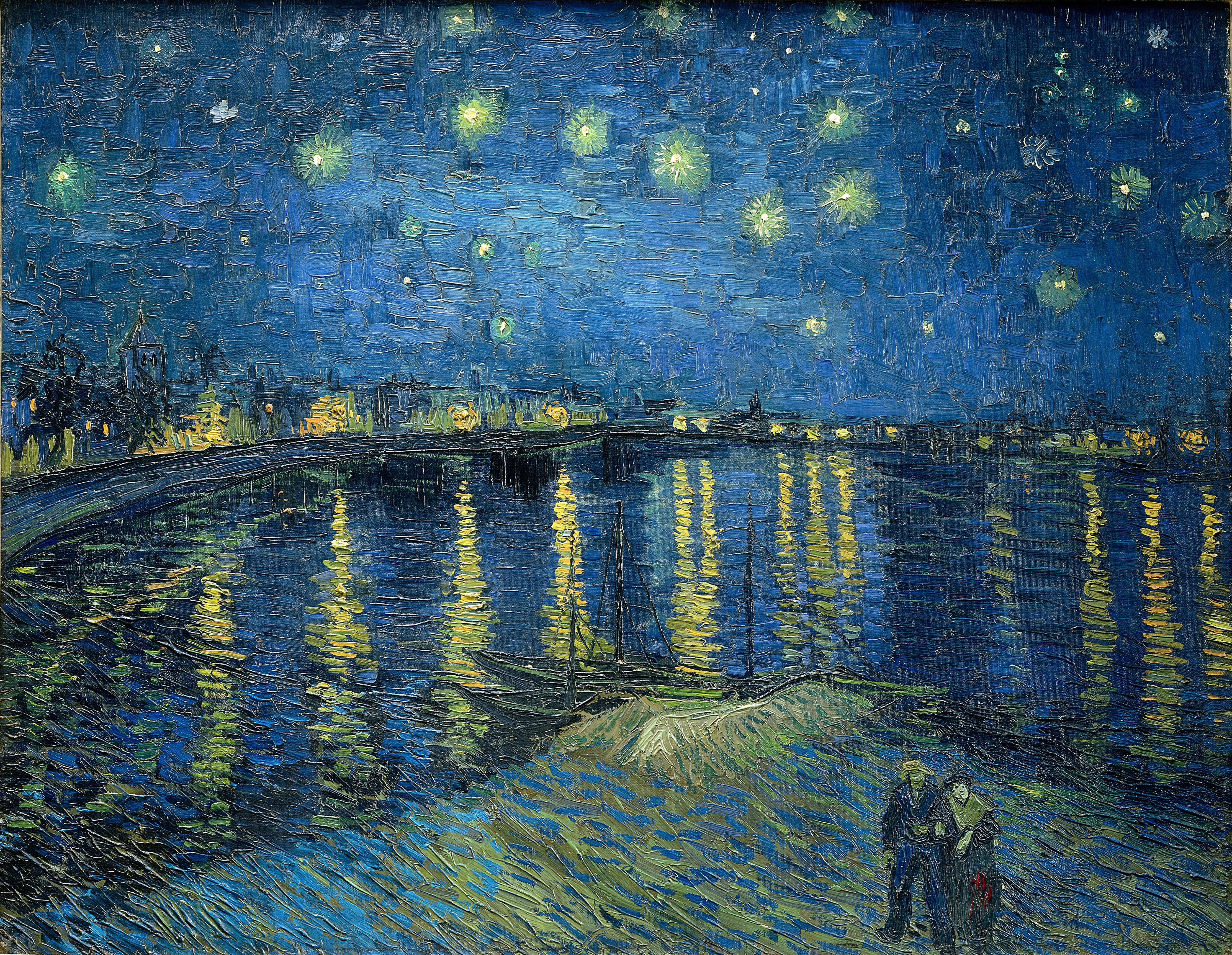
نقاشی شب پرستاره برفراز رن